# La rinascita di Shen Tai
La rinascita di Shen Tai (Under Heaven, 2010) è un fantasy storico, opera dello scrittore canadese Guy Gavriel Kay. Il romanzo è ambientato in un paese, il Kitai, ispirato alla Cina dell'epoca della Dinastia Tang, in particolare nel periodo della Ribellione di An Lushan. È stato pubblicato in italiano nel 2012, con la traduzione di Stefano A. Cresti.

## Sommario
Shen Tai, il secondo figlio di un rinomato generale, riceve in dono dall'imperatrice del vicino impero Tagur, 250 preziosissimi cavalli sardiani. Il dono è un omaggio alla pietà dimostrata da Tai nel seppellire coloro che sono morti su entrambi i fronti nell'ultimo conflitto fra i due imperi rivali. Il territorio è ancora infestato dagli spiriti di coloro che ancora non hanno trovato sepoltura. Il dono proietta improvvisamente Tai al centro della scena politica e delle lotte per il potere, donandogli potenti nemici ma anche potenti amici.
Dopo essere fortunosamente sfuggito a un attentato, anche grazie agli spettri che infestano il vecchio campo di battaglia, Tai inizia il suo viaggio verso Xinan, la capitale del Kitai. Al suo fianco vi sono Wei Song, un'abilissima guerriera, e Sima Zian, un poeta soprannominato l'Immortale Esiliato. Un'altra linea narrativa segue le vicende di Shen Li-Mei, sorella di Tai entrata nella famiglia imperiale grazie alle manovre dell'ambizioso fratello maggiore, Shen Liu. La sua storia inizia mentre è diretta a Nord, fuori dai confini dell'impero, per sposare il figlio di un potente Kaghan. Il romanzo intreccia le vicende personali, i doveri familiari e la vicenda politica e militare dell'impero toccando temi quali perdita, onore e amicizia.